# As Verdes Colinas de África
As Verdes Colinas de África (Green Hills of Africa) é uma obra de 1935 de não ficção escrita por Ernest Hemingway. Segundo trabalho de Hemingway de não ficção, As Verdes Colinas de África é o relato de um safari de um mês dele e da esposa, Pauline Pfeiffer, na África Oriental em dezembro de 1933. As Verdes Colinas de África está dividido em quatro partes: "Caça e Conversa", "Caça Recordada", "Caça e Derrota" e "Caça e Felicidade", cada uma das quais desempenha um papel diferente na história.

## Síntese

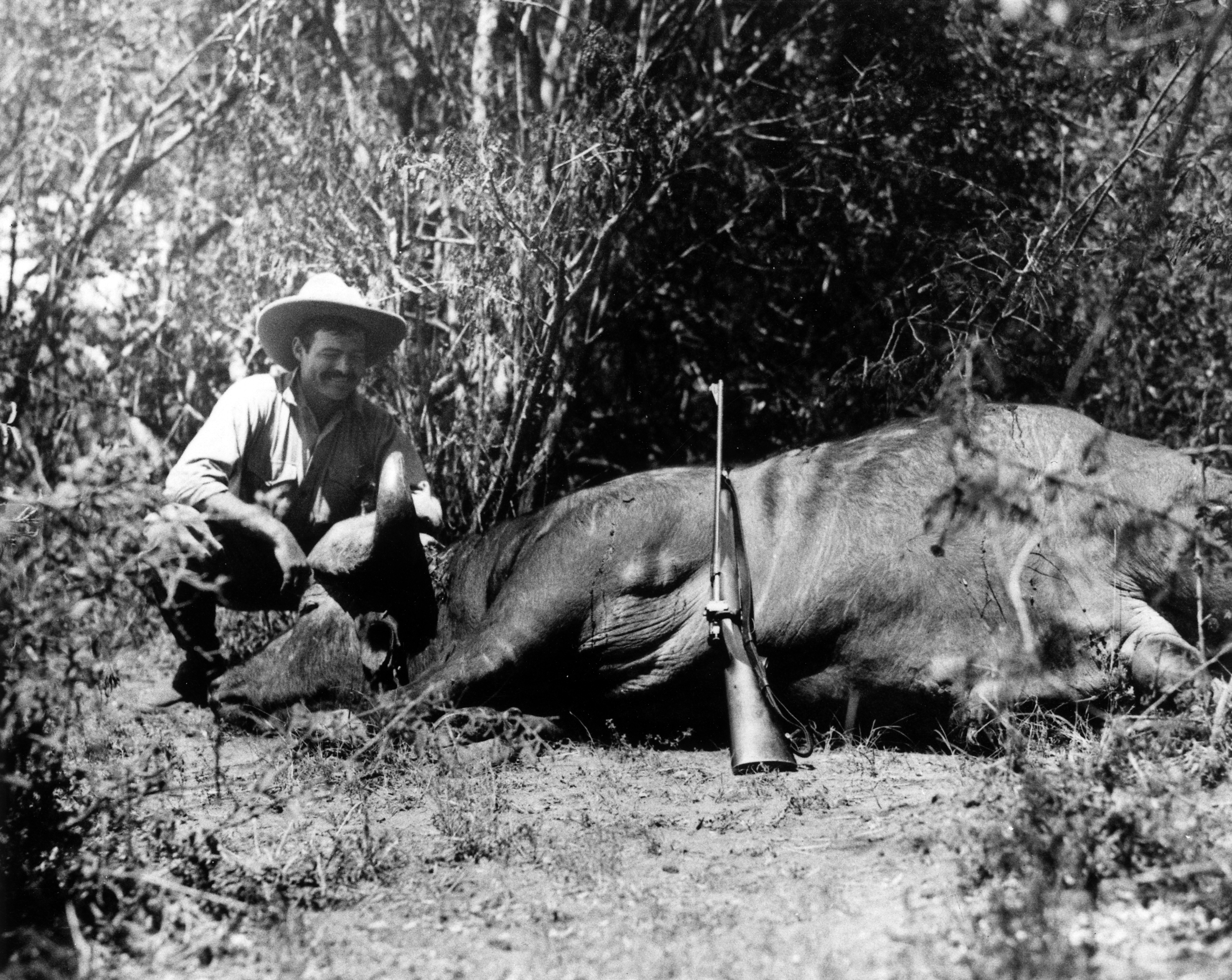
Ernest Hemingway num safari em Africa junto a animal abatido

Grande parte da narrativa descreve as aventuras de caça de Hemingway na África Oriental, intercaladas com reflexões sobre literatura e autores. Em geral, a paisagem da África Oriental descrita por Hemingway é a região do Lago Manyara na Tanzânia.
O livro começa na Parte 1 ("Caça e Conversa"), havendo uma conversa entre Hemingway e um expatriado Europeu sobre escritores americanos. São descritas as relações entre os caçadores brancos e os pisteiros nativos, bem como a inveja de Hemingway relativa aos outros caçadores. A Parte 2 ("Caça Recordada") apresenta um repositório da caça no norte da Tanzânia com uma descrição do Vale do Rift e descrições de como encurralar presas. Hemingway mata um rinoceronte, mas o seu amigo Karl mata um maior. A discussão literária centra-se em escritores europeus como Tolstoy, Flaubert, Stendhal, e Dostoievsky. Na Parte 3 ("Caça e Derrota") a acção regressa ao presente com Hemingway sem sorte na caça, incapaz de encontrar um kudu que ele persegue. Ele desloca-se para uma zona desconhecida com os pisteiros nativos. Na Parte 4 ("Caça e Felicidade") Hemingway e alguns dos seus batedores chegam a uma zona aparentemente virgem, onde ele mata um touro kudu com chifres enormes. De volta ao acampamento, ele descobre que Karl matou um kudu com chifres maiores. Ele queixa-se que Karl é um caçador terrível com uma sorte sem limites. No último dia, ele descobre que muitos dos guias o consideram um irmão.

## Enquadramento e história da publicação
As Verdes Colinas de África (1935) apareceu inicialmente em episódios no Scribner's Magazine, e foi publicado em 1935. Sendo um relato autobiográfico da viagem de 1933 a África, Hemingway apresenta neste livro o tema da caça grossa na forma de não-ficção. A série de episódios ocorreu de maio a novembro de 1935. O livro foi publicado em outubro de 1935 tendo a primeira edição tido uma tiragem de 10.500 cópias.

## Recepção
Foi fria a recepção inicial de As Verdes Colinas de África. No The New York Times, o crítico John Chamberlain asseverou: "As Verdes Colinas de África não é uma das maiores obras de Hemingway. O sr. Hemingway simplificou de tal modo o seu método que todas as suas personagens falam a linguagem aperfeiçoada em The Sun Also Rises (O Sol Também Se Levanta), sejam essas personagens britânicas, austríacas, árabes, etíopes ou kikuyus."
No entanto, dois dias depois, escrevendo para o mesmo jornal, o crítico C. G. Poore aclamou As Verdes Colinas de África como "a história mais bem escrita sobre caça grossa que eu alguma vez li. E mais do que isso. É um livro sobre pessoas em conflito não declarado, e sobre os prazeres de viagem, e os prazeres da bebida, e guerra e paz, e a escrita." Apesar desta revisão mais favorável, Hemingway disse que os críticos "mataram" o livro. Entrou numa depressão profunda e disse que estava "pronto para estoirar esta minha cabeça ruim". Alguns meses depois, ele estava pronto para culpar a influência corruptora das mulheres ricas na sua vida — a esposa Pauline e a sua amante Jane Mason. O resultado do seu amargor foram duas histórias sobre a África: The Short Happy Life of Francis Macomber (A curta vida feliz de Francis Macomber) e The Snows of Kilimanjaro (As Neves do Kilimanjaro), que contam histórias de maridos casados com mulheres dominadoras.

## Análise literária
O preâmbulo de As Verdes Colinas de África identifica-o imediatamente como um trabalho de não ficção que deve ser comparado com obras similares:

Ao contrário de muitos romances, nenhum dos personagens ou incidentes neste livro é imaginário. Qualquer um que não encontre suficiente tema de amor tem a liberdade, ao lê-lo, para inserir qualquer objecto de amor que possa ter no momento. O escritor tentou escrever um livro absolutamente verdadeiro para ver se a fisionomia de uma região e o emaranhado de um mês de acção, se apresentado com verdade, se equipara a um trabalho da imaginação.

O livro é muito conhecido atualmente por uma frase que quase nada tem a ver com o seu tema. Esta citação é usada frequentemente como prova de que Adventures of Huckleberry Finn (As Aventuras de Huckleberry Finn) é o Grande Romance Americano (The Great American Novel):

Os bons escritores são Henry James, Stephen Crane e Mark Twain. Não é nessa ordem que eles são bons. Não há nenhuma ordenação dos bons escritores... Toda a literatura americana vem de um livro de Mark Twain chamado Huckleberry Finn. Se o ler deve parar onde o negro Jim é roubado aos meninos. É o verdadeiro fim. O resto é apenas batota. Mas é o melhor livro que já tivemos. Toda a escrita americana vem dali. Não houve nada antes. Não houve nada tão bom desde então.

Há um episódio de As Verdes Colinas de África em que Hemingway conversa com o austríaco Kandisky, a quem Hemingway ajuda quando o camião daquele avaria.  Após a troca inicial de opiniões sobre escritores alemães como Rainer Maria Rilke e Thomas Mann e discordarem no ponto de vista da caça, Hemingway e o austríaco, mais tarde durante o jantar, discutem a literatura americana e verifica-se que um dos poucos escritores americanos que Hemingway aprova é Henry James, que ele menciona duas vezes.
Textualmente, Hemingway diz: "Os bons escritores americanos são Henry James, Stephen Crane e Mark Twain" e acrescenta, mais tarde, que "Henry James queria ganhar dinheiro. O que nunca conseguiu, claro".  Misturados com estes comentários sobre James, Crane e Twain estão as ideias de Hemingway sobre os escritores americanos em geral, a maioria dos quais, diz ele, têm um final ruim. Quando Kandisky lhe pergunta sobre si próprio, Hemingway responde: "Estou interessado noutras coisas. Tenho uma vida boa, mas preciso escrever porque se eu não escrever em certa medida não vou desfrutar o resto da minha vida." Quando perguntado sobre o que quer, Hemingway responde, "Escrever tão bem quanto possa e aprender à medida que o faço. Ao mesmo tempo eu tenho a minha vida de que eu gosto e que é uma vida muito boa."